# Championnat de Belgique de football de quatrième division 1964-1965
Navigation
saison précédente saison suivante
Le Championnat de Belgique de football D4 1964-1965 est la treizième édition du championnat de Promotion belge en tant que 4e niveau national.

## Fusion
À la fin de la saison précédente, le R. Excelsior FC Hasselt (matricule 37) fusionne avec son voisin et rival du K. Hasseltse VV (matricule 65) pour former le Koninklijke Sporting Club Hasselt (K. SC Hasselt) sous le « matricule 37 ». Le matricule 65 est radié.

## Clubs participants
Le nom des clubs est celui employés à l'époque. Les matricule renseignés en caractères gras existent encore en 2014-2015.

### Localisation – Série A
| \| Liège: · R. FC Bressoux · R. Ans FC Patria Tongres Tongres Cercle Liège Herve Eupen Verviers Momalle Visé Hollogne Huy Andenne Rochefort Arlon Virton Bastogne \| Localisation des clubs engagés en Promotion A 1964-1965 |
| Liège: · R. FC Bressoux · R. Ans FC Patria Tongres Tongres Cercle Liège Herve Eupen Verviers Momalle Visé Hollogne Huy Andenne Rochefort Arlon Virton Bastogne                                                               |

### Série A
| #  | Nom                                         | Mat. | Ville                | Stades            | Provinces  | En Prom depuis  | Total en Prom. | Saison précéd.              |
| -- | ------------------------------------------- | ---- | -------------------- | ----------------- | ---------- | --------------- | -------------- | --------------------------- |
| 1  | Koninklijke Tongerse Sportvereniging Cercle | 54   | Tongres              | ???               | Limbourg   | 1964-1965 (1re) | 3 saisons      | Div. 3 - Série A, 15e       |
| 2  | Royal Football Club Bressoux                | 23   | Bressoux             | ??                | Liège      | 1958-1959 (7e)  | 10 saisons     | 2e Série D                  |
| 3  | Royal Herve Football Club                   | 32   | Herve                | ??                | Liège      | 1954-1955 (11e) | 11 saisons     | 3e Série C                  |
| 4  | Skill Racing Union Verviers                 | 34   | Verviers             | ???               | Liège      | 1963-1964 (2e)  | 8 saisons      | 13e Série C                 |
| 5  | Koninklijke Patria Football Club Tongeren   | 73   | Tongres              | ??                | Limbourg   | 1955-1956 (9e)  | 9 saisons      | 12e Série C                 |
| 6  | Royale Union Hutoise Football Club          | 76   | Huy                  | ??                | Liège      | 1952-1953 (13e) | 13 saisons     | 13e Série D                 |
| 7  | Royale Jeunesse Arlonaise                   | 143  | Arlon                | Beau Site         | Luxembourg | 1963-1964 (2e)  | 6 saisons      | 10e Série D                 |
| 8  | Royal Excelsior Sporting Club Virton        | 200  | Virton               | Faubourg d'Arival | Luxembourg | 1960-1961 (5e)  | 5 saisons      | 6e Série D                  |
| 9  | Royal Cercle Sportif Andennais              | 307  | Andenne              | Julien Pappa      | Namur      | 1961-1962 (4e)  | 11 saisons     | 3e Série D                  |
| 10 | Royal Ans Football Club                     | 617  | Ans                  | ??                | Liège      | 1963-1964 (2e)  | 11 saisons     | montant Prov. de Liège      |
| 11 | Union Momalloise                            | 2947 | Momalle              | ??                | Liège      | 1962-1963 (3e)  | 3 saisons      | 8e Série D                  |
| 12 | Jeunesse Rochefortoise Football Club        | 2499 | Rochefort            | ??                | Namur      | 1963-1964 (2e)  | 2 saisons      | 5e Série D                  |
| 13 | Alliance Sportive Eupen                     | 4276 | Eupen                | Kehrweg           | Liège      | 1961-1962 (4e)  | 6 saisons      | 6e Série C                  |
| 14 | Royal Cercle Sportif Visétois               | 369  | Visé                 | ???               | Liège      | 1964-1965 (1re) | 1 saison       | montant Prov. de Liège      |
| 15 | Léopold Club Bastogne                       | 2263 | Bastogne             | ???               | Luxembourg | 1964-1965 (1re) | 8 saisons      | montant Prov. de Luxembourg |
| 16 | Football Club Hollogne                      | 2985 | Hollogne-aux-Pierres | ???               | Liège      | 1964-1965 (1re) | 1 saison       | montant Prov. de Liège      |

### Série B
| #  | Nom                                          | Mat. | Ville        | Stades           | Provinces       | En Prom depuis  | Total en Prom. | Saison précéd.                   |
| -- | -------------------------------------------- | ---- | ------------ | ---------------- | --------------- | --------------- | -------------- | -------------------------------- |
| 1  | Koninklijke Football Club Eeklo              | 231  | Eeklo        | ???              | Fl. orientale   | 1964-1965 (1re) | 5 saisons      | Div. 3 - Série B, 15e            |
| 2  | Royale Union Sportive Tournaisienne          | 26   | Tournai      | G. Horlait       | Hainaut         | 1962-1963 (3e)  | 4 saisons      | 10e Série B                      |
| 3  | Koninklijke Sportvereniging Blankenberge     | 48   | Blankenberge | ???              | Fl. occidentale | 1957-1958 (8e)  | 8 saisons      | 6e Série A                       |
| 4  | Koninklijke Sport-Club Menen                 | 56   | Menin        | ??               | Fl. occidentale | 1956-1957 (9e)  | 10 saisons     | 4e Série A                       |
| 5  | Koninklijke Vereniging Cercle Sportif Yprois | 100  | Ypres        | ???              | Fl. occidentale | 1961-1962 (4e)  | 10 saisons     | 2e Série A                       |
| 6  | Koninklijke Stade Kortrijk                   | 161  | Courtrai     | Weverstraat      | Fl. occidentale | 1963-1964 (2e)  | 3 saisons      | 14e Série A                      |
| 7  | Koninklijke Sportkring Geraardsbergen        | 290  | Grammont     | ??               | Fl. orientale   | 1959-1960 (6e)  | 10 saisons     | 13e Série B                      |
| 8  | Koninklijke Football Club Evergem Center     | 662  | Evergem      | ???              | Fl. orientale   | 1963-1964 (2e)  | 2 saisons      | 7e Série A                       |
| 9  | Koninklijke Maatschappij Sport Kring Deinze  | 818  | Deinze       | ??               | Fl. orientale   | 1960-1961 (5e)  | 10 saisons     | 8e Série A                       |
| 10 | Koninklijke Football Club Ninove             | 2373 | Ninove       | Den Doorn        | Fl. orientale   | 1956-1957 (9e)  | 9 saisons      | 4e Série B                       |
| 11 | Sportkring Lebbeke                           | 2558 | Lebbeke      | ???              | Fl. orientale   | 1958-1959 (7e)  | 7 saisons      | 6e Série B                       |
| 12 | White Star Ieper                             | 3070 | Ypres        | ???              | Fl. occidentale | 1962-1963 (3e)  | 3 saisons      | 9e Série A                       |
| 13 | Koninklijke Sportkring St-Paulus Opwijk      | 4013 | Opwijk       | ???              | Brabant         | 1963-1964 (2e)  | 2 saisons      | 3e Série B                       |
| 14 | Football Club Denderzonen Pamel              | 4184 | Pamel        | ???              | Brabant         | 1960-1961 (5e)  | 5 saisons      | 7e Série B                       |
| 15 | Royale Association Sportive Renaisienne      | 38   | Renaix       | Avenue du 4 mars | Fl. orientale   | 1964-1965 (1re) | 9 saisons      | montant Prov. de Fl. orientale   |
| 16 | Koninklijke White Star Club Lauwe            | 535  | Lauwe        | ???              | Fl. occidentale | 1964-1965 (1re) | 1 saison       | montant Prov. de Fl. occidentale |

#### Localisation – Série B
| \| Blankenberge VCS Ieper WS Ieper Tournai Deinze Menin Courtrai Lauwe Evergem Lebbeke Pamel Opwijk Ninove Grammont Renaix \| Localisation des clubs engagés en Promotion B 1964-1965 |
| Blankenberge VCS Ieper WS Ieper Tournai Deinze Menin Courtrai Lauwe Evergem Lebbeke Pamel Opwijk Ninove Grammont Renaix                                                               |

### Série C
| #  | Nom                                                | Mat. | Ville         | Stades    | Provinces     | En Prom depuis  | Total en Prom. | Saison précéd.            |
| -- | -------------------------------------------------- | ---- | ------------- | --------- | ------------- | --------------- | -------------- | ------------------------- |
| 1  | Koninklijke Daring Club Leuven                     | 223  | Kessel-Lo     | ???       | Brabant       | 1964-1965 (1re) | 1 saison       | Div. 3 - Série A, 16e     |
| 2  | Football Club Waaslandia Burcht                    | 557  | Burcht        | ???       | Anvers        | 1964-1965 (1re) | 5 saisons      | Div. 3 - Série B, 16e     |
| 3  | Royal Stade Louvaniste                             | 18   | Louvain       | Den Dreef | Brabant       | 1952-1953 (7e)  | 7 saisons      | 11e Série D               |
| 4  | Koninklijke Sporting Club Hasselt                  | 37   | Hasselt       | Stedelijk | Limbourg      | 1957-1958 (8e)  | 11 saisons     | 7e Série C                |
| 5  | Cappellen Football Club Koninklijke Maatschapij    | 43   | Kapellen      | ???       | Anvers        | 1961-1962 (4e)  | 10 saisons     | 5e Série C                |
| 6  | Koninklijke Athletic Club Verbroedering Brasschaat | 228  | Brasschaat    | ??        | Anvers        | 1957-1958 (8e)  | 8 saisons      | 2e Série C                |
| 7  | Koninklijke Football club Verbroedering Geel       | 395  | Geel          | ???       | Anvers        | 1962-1963 (3e)  | 3 saisons      | 11e Série C               |
| 8  | Koninklijke Mol Sport                              | 852  | Mol           | ???       | Anvers        | 1957-1958 (8e)  | 10 saisons     | 8e Série C                |
| 9  | Koninklijke Helzold Football Club Zolder           | 1488 | Zolder        | ??        | Limbourg      | 1963-1964 (2e)  | 9 saisons      | 9e Série C                |
| 10 | Koninklijke Football Club Scela Zele               | 1837 | Zele          | ??        | Fl. orientale | 1956-1957 (9e)  | 9 saisons      | 11e Série A               |
| 11 | Witgoor Sport Dessel                               | 2065 | Dessel        | ???       | Anvers        | 1961-1962 (4e)  | 4 saisons      | 4e Série C                |
| 12 | Koninklijke Football Club Gerda Sint-Niklaas       | 3077 | St-Niklaas/W. | ???       | Fl. orientale | 1963-1964 (2e)  | 2 saisons      | 3e Série A                |
| 13 | Koninklijke Football Club Sporting St-Gillis/Waas  | 4385 | St-Gillis/W.  | ???       | Fl. orientale | 1962-1963 (3e)  | 3 saisons      | 5e Série A                |
| 14 | Hoogstraten Voetbal Vereniging                     | 2366 | Hoogstraten   | Seminarie | Anvers        | 1964-1965 (1re) | 1 saison       | montant Prov. d'Anvers    |
| 15 | Sportkring Kalmthout                               | 3497 | Kalmthout     | ???       | Anvers        | 1964-1965 (1re) | 1 saison       | montant Prov. d'Anvers    |
| 16 | Sporting Alken                                     | 3916 | Alken         | ???       | Limbourg      | 1964-1965 (1re) | 1 saison       | montant Prov. de Limbourg |

#### Localisation – Série C
| \| Anvers: · K. AC&V Brasschaat · Cappellen FC KM Zele St-Gillis St-Niklaas St. Louvain Daring L. Burcht Anvers Kalmthout Hoogstraten Dessel Geel Mol Helzold Hasselt Alken \| Localisation des clubs engagés en Promotion C 1964-1965 |
| Anvers: · K. AC&V Brasschaat · Cappellen FC KM Zele St-Gillis St-Niklaas St. Louvain Daring L. Burcht Anvers Kalmthout Hoogstraten Dessel Geel Mol Helzold Hasselt Alken                                                               |

### Série D
| #  | Nom                                              | Mat. | Ville           | Stades           | Provinces | En Prom depuis  | Total en Prom. | Saison précéd.           |
| -- | ------------------------------------------------ | ---- | --------------- | ---------------- | --------- | --------------- | -------------- | ------------------------ |
| 1  | Royal Ixelles Sporting Club                      | 42   | Ixelles         | ??               | Brabant   | 1961-1962 (4e)  | 8 saisons      | 7e Série D               |
| 2  | Royal Cercle Sportif La Forestoise               | 51   | Forest          | stade communal   | Brabant   | 1959-1960 (6e)  | 7 saisons      | 9e Série D               |
| 3  | Koninklijke Tubantia Borgerhout Football Club    | 64   | Borgerhout      | Rivierenhof      | Anvers    | 1963-1964 (2e)  | 4 saisons      | 10e Série C              |
| 4  | Royal Gosselies Sports                           | 69   | Gosselies       | ??               | Hainaut   | 1962-1963 (3e)  | 3 saisons      | 12e Série B              |
| 5  | Royal Cercle Sportif Brainois                    | 75   | Braine-l'Alleud | ???              | Brabant   | 1963-1964 (2e)  | 7 saisons      | 4e Série D               |
| 6  | Royale Association Athlétique Louviéroise        | 93   | La Louvière     | ???              | Hainaut   | 1963-1964 (2e)  | 3 saisons      | 11e Série B              |
| 7  | Koninklijke Sport-Club Maccabi Voetbal Antwerpen | 201  | Hoboken         | Karel Duboislaan | Anvers    | 1963-1964 (2e)  | 4 saisons      | 2e Série B               |
| 8  | Royale Association Marchiennoise des Sports      | 278  | Marchienne      | stade communal   | Hainaut   | 1959-1960 (6e)  | 6 saisons      | 8e Série B               |
| 9  | Koninklijke Football Club Duffel                 | 284  | Duffel          | ???              | Anvers    | 1962-1963 (3e)  | 6 saisons      | 10e Série A              |
| 10 | Koninklijke Sportkring Hoboken                   | 285  | Hoboken         | Lumbeekstraat    | Anvers    | 1958-1959 (7e)  | 10 saisons     | 9e Série B               |
| 11 | Kontich Football Club                            | 3029 | Kontich         | ???              | Anvers    | 1962-1963 (3e)  | 10 saisons     | 12e Série A              |
| 12 | Racing Jette                                     | 4549 | Jette           | ???              | Brabant   | 1962-1963 (3e)  | 3 saisons      | 5e Série B               |
| 13 | Koninklijke Vilvoorde Football Club              | 49   | Vilvorde        | Drie fonteinen   | Brabant   | 1964-1965 (1re) | 11 saisons     | montant Prov. de Brabant |
| 14 | Royale Entente Tamines                           | 127  | Tamines         | ???              | Namur     | 1964-1965 (1re) | 5 saisons      | montant Prov. de Namur   |
| 15 | Royal Sporting Club Union & Progrès Jette        | 474  | Jette           | ???              | Brabant   | 1964-1965 (1re) | 5 saisons      | montant Prov. de Brabant |
| 16 | Football Club Farciennes                         | 4776 | Farciennes      | ???              | Hainaut   | 1964-1965 (1re) | 1 saison       | montant Prov. de Hainaut |

#### Localisation – Série D
| \| Abréviation: · F. = FC Farciennes · à l'Est de Charleroi Hoboken Maccabi Kontich Tub. Borgerhout Duffel R. Jette SCUP Jette Forestoise Ixelles Vilvorde Braine La Louvière Marchienne Gosselies F. Tamines \| Localisation des clubs engagés en Promotion D 1964-1965 |
| Abréviation: · F. = FC Farciennes · à l'Est de Charleroi Hoboken Maccabi Kontich Tub. Borgerhout Duffel R. Jette SCUP Jette Forestoise Ixelles Vilvorde Braine La Louvière Marchienne Gosselies F. Tamines                                                               |

## Classements & Résultats
- Le nom des clubs est celui employé à l'époque

Légende
- Clubs champions et promus en Division 3 la saison suivante
- Clubs relégués en Première provinciale la saison suivante

Abréviations
 : Clubs relégués de « Division 3 » depuis la saison précédente 
: Clubs promus de Première provinciale depuis la saison précédente

### Classement final - Série A
| Rang | Équipe                    | Pts | J  | G  | N | P  | Bp | Bc | Diff |
| ---- | ------------------------- | --- | -- | -- | - | -- | -- | -- | ---- |
| 1    | R. UNION HUTOISE FC       | 45  | 30 | 22 | 1 | 7  | 62 | 36 | +26  |
| 2    | K. Patria FC Tongeren     | 45  | 30 | 19 | 7 | 4  | 88 | 30 | +58  |
| 3    | R. Herve FC               | 42  | 30 | 18 | 6 | 6  | 78 | 49 | +29  |
| 4    | R. CS Andennais           | 38  | 30 | 17 | 4 | 9  | 67 | 42 | +25  |
| 5    | K. Tongersche SV Cercle   | 32  | 30 | 14 | 4 | 12 | 47 | 52 | -5   |
| 6    | R. Excelsior Virton       | 31  | 30 | 14 | 3 | 13 | 55 | 46 | +9   |
| 7    | R. Jeunesse Arlonaise     | 31  | 30 | 12 | 7 | 11 | 60 | 48 | +12  |
| 8    | Léopold Club Bastogne     | 29  | 30 | 12 | 5 | 13 | 48 | 40 | +8   |
| 9    | AS Eupen                  | 28  | 30 | 11 | 6 | 13 | 61 | 51 | +10  |
| 10   | R. Ans FC                 | 27  | 30 | 11 | 5 | 14 | 55 | 70 | -15  |
| 11   | SRU Verviers              | 27  | 30 | 11 | 5 | 14 | 37 | 59 | -22  |
| 12   | R. CS Visétois            | 26  | 30 | 12 | 2 | 16 | 58 | 78 | -20  |
| 13   | Union Momalloise          | 26  | 30 | 10 | 6 | 14 | 46 | 60 | -14  |
| 14   | Jeunesse Rochefortoise FC | 24  | 30 | 11 | 2 | 17 | 47 | 56 | -9   |
| 15   | R. FC Bressoux            | 20  | 30 | 8  | 4 | 18 | 36 | 72 | -36  |
| 16   | FC Hollogne               | 9   | 30 | 3  | 3 | 24 | 26 | 82 | -56  |

### Classement final - Série B
| Rang | Équipe                   | Pts | J  | G  | N | P  | Bp | Bc | Diff |
| ---- | ------------------------ | --- | -- | -- | - | -- | -- | -- | ---- |
| 1    | K. WHITE STAR CLUB LAUWE | 52  | 30 | 24 | 4 | 2  | 77 | 24 | +53  |
| 2    | R. US Tournaisienne      | 48  | 30 | 22 | 4 | 4  | 78 | 28 | +50  |
| 3    | K. Vereniging CS Yprois  | 36  | 30 | 16 | 4 | 10 | 66 | 48 | +18  |
| 4    | White Star Ieper         | 33  | 30 | 13 | 7 | 10 | 69 | 47 | +22  |
| 5    | FC Ninove                | 33  | 30 | 13 | 7 | 10 | 56 | 42 | +14  |
| 6    | SK Sint-Paulus Opwijk    | 33  | 30 | 12 | 9 | 9  | 53 | 47 | +6   |
| 7    | K. SV Blankenberge       | 31  | 30 | 13 | 5 | 12 | 51 | 56 | -5   |
| 8    | K. SK Geeraardsbergen    | 28  | 30 | 12 | 4 | 14 | 43 | 59 | -16  |
| 9    | K. Stade Kortrijk        | 27  | 30 | 11 | 5 | 14 | 44 | 46 | -2   |
| 10   | SK Lebbeke               | 27  | 30 | 9  | 9 | 12 | 42 | 47 | -5   |
| 11   | K. FC Evergem-Center     | 26  | 30 | 10 | 6 | 14 | 47 | 68 | -21  |
| 12   | KM SK Deinze             | 24  | 30 | 11 | 2 | 17 | 54 | 66 | -12  |
| 13   | K. SC Menen              | 24  | 30 | 9  | 6 | 15 | 39 | 55 | -16  |
| 14   | FC Dendernonen Pamel     | 23  | 30 | 9  | 5 | 16 | 46 | 59 | -13  |
| 15   | K. FC Eeklo              | 19  | 30 | 5  | 9 | 16 | 33 | 52 | -19  |
| 16   | R. AS Renaisienne        | 16  | 30 | 6  | 4 | 20 | 32 | 79 | -47  |

### Classement final - Série C
| Rang | Équipe                       | Pts | J  | G  | N  | P  | Bp | Bc | Diff |
| ---- | ---------------------------- | --- | -- | -- | -- | -- | -- | -- | ---- |
| 1    | K. AC&V. BRAASCHAAT          | 44  | 30 | 17 | 10 | 3  | 52 | 24 | +28  |
| 2    | K. SC Hasselt                | 40  | 30 | 15 | 10 | 5  | 69 | 34 | +35  |
| 3    | R. Cappellen FC              | 37  | 30 | 15 | 7  | 8  | 47 | 36 | +11  |
| 4    | Sporting Alken               | 37  | 30 | 14 | 9  | 7  | 62 | 42 | +20  |
| 5    | K. FC Scela Zele             | 34  | 30 | 13 | 8  | 9  | 44 | 35 | +9   |
| 6    | K. FC Verbroedering Geel     | 31  | 30 | 13 | 5  | 12 | 43 | 41 | +2   |
| 7    | FC Gerda Sint-Niklaas        | 31  | 30 | 13 | 5  | 12 | 39 | 41 | -2   |
| 8    | Witgoor Sport Dessel         | 29  | 30 | 12 | 5  | 13 | 39 | 41 | -2   |
| 9    | K. Helzold FC Zolder         | 29  | 30 | 12 | 5  | 13 | 48 | 56 | -8   |
| 10   | K. Daring Club Leuven        | 29  | 30 | 11 | 7  | 12 | 36 | 36 | 0    |
| 11   | R. Stade Louvaniste          | 29  | 30 | 9  | 11 | 10 | 46 | 42 | +4   |
| 12   | FC Sporting Sint-Gillis-Waas | 28  | 30 | 12 | 4  | 14 | 44 | 47 | -3   |
| 13   | Hoogstraten VV               | 27  | 30 | 8  | 11 | 11 | 42 | 42 | 0    |
| 14   | Kalmthout SK                 | 22  | 30 | 8  | 6  | 16 | 45 | 70 | -25  |
| 15   | K. FC Mol Sport              | 22  | 30 | 7  | 8  | 15 | 23 | 42 | -19  |
| 16   | FC Waaslandia Burcht         | 11  | 30 | 4  | 3  | 23 | 32 | 82 | -50  |

### Classement final - Série D
| Rang | Équipe                           | Pts | J  | G  | N | P  | Bp | Bc | Diff |
| ---- | -------------------------------- | --- | -- | -- | - | -- | -- | -- | ---- |
| 1    | RACING JETTE                     | 48  | 30 | 21 | 6 | 3  | 64 | 25 | +39  |
| 2    | K. SC Maccabi Voetbal Antwerpen  | 45  | 30 | 20 | 5 | 5  | 75 | 25 | +50  |
| 3    | R. CS Brainois                   | 38  | 30 | 18 | 2 | 10 | 59 | 40 | +19  |
| 4    | R. AA Louvièroise                | 38  | 30 | 15 | 8 | 7  | 61 | 43 | +18  |
| 5    | R. Ass. Marchiennoise des Sports | 36  | 30 | 15 | 6 | 9  | 64 | 32 | +32  |
| 6    | R. SCUP Jette                    | 33  | 30 | 12 | 9 | 9  | 59 | 45 | +14  |
| 7    | K. SK Hoboken                    | 30  | 30 | 11 | 8 | 11 | 55 | 44 | +11  |
| 8    | R. Ixelles SC                    | 30  | 30 | 11 | 8 | 11 | 48 | 53 | -5   |
| 9    | K. Tubantia Borgerhout FC        | 27  | 30 | 10 | 7 | 13 | 39 | 47 | -8   |
| 10   | K. Vilvoorde FC                  | 26  | 30 | 10 | 6 | 14 | 44 | 54 | -10  |
| 11   | K. FC Duffel                     | 26  | 30 | 9  | 8 | 13 | 35 | 48 | -13  |
| 12   | R. Gosselies Sports              | 24  | 30 | 11 | 2 | 17 | 54 | 72 | -18  |
| 13   | FC Farciennes                    | 24  | 30 | 10 | 4 | 16 | 43 | 54 | -11  |
| 14   | R. CS La Forestoise              | 21  | 30 | 8  | 5 | 17 | 32 | 64 | -32  |
| 15   | Kontich FC                       | 20  | 30 | 7  | 6 | 17 | 38 | 62 | -24  |
| 16   | R. Entente Tamines               | 14  | 30 | 4  | 6 | 20 | 30 | 92 | -62  |

### Tournoi pour désigner le «Champion de Promotion»
Le mini-tournoi organisé pour désigner le « Champion de Promotion » se déroule en deux phases. Les quatre champions s'affrontent lors de « demi-finales aller/retour ». Selon le règlement de l'époque, ni la différence de buts, ni les buts inscrits en déplacement ne sont prépondérants. Si chaque équipe remporte une manche, un barrage est organisé. La finale est prévue en une manche avec un « replay » en cas d'égalité.
| Dates                                   | Domicile                 | Déplacement              | Résultat | Remarques                         |
| --------------------------------------- | ------------------------ | ------------------------ | -------- | --------------------------------- |
| 27 mai 1965                             | K. AC Verb. Brasschaat   | R. Union Hutoise FC      | -        |                                   |
| 30 mai 1965                             | U. Union Hutoise FC      | K. AC Verb. Brasschaat   | -        |                                   |
| 22 mai 1965                             | Racing Jette             | K. White Star Club Lauwe | -        |                                   |
| 27 mai 1965                             | K. White Star Club Lauwe | Racing Jette             | 1-2      |                                   |
| 6 juin 1965                             | K. AC Verb. Brasschaat   | Racing Jette             | -        | stade achter de Kazerne (Malines) |
| K. AC Verbreodering BRASSCHAAT champion |                          |                          |          |                                   |

Précisons que ce mini-tournoi n'a qu'une valeur honorifique et n'influe pas sur la montée. Les quatre champions de série sont promus.

## Récapitulatif de la saison
- Champion A: R. Union Hutoise FC 1er titre en Promotion (D4)
- Champion B: K. White Star Club Lauwe 1er titre en Promotion (D4)
- Champion C: K. Athletic Club Verbroedering Brasschaat 1er titre en Promotion (D4)
- Champion D: Racing Jette 1er titre en Promotion (D4)
- Huitième titre en Promotion (D4) pour la Province d'Anvers
- Onzième titre en Promotion (D4) pour la Province de Brabant
- Cinquième titre en Promotion (D4) pour la Province de Flandre occidentale
- Septième titre en Promotion (D4) pour la Province de Liège

| Région flamande (34)            | Région flamande (34) | Province de Brabant (10)     | Province de Brabant (10) | Région wallonne (20)   | Région wallonne (20) |
| ------------------------------- | -------------------- | ---------------------------- | ------------------------ | ---------------------- | -------------------- |
| Province d'Anvers               | 13                   | Région de Bruxelles-Capitale | 4                        | Province de Hainaut    | 5                    |
| Province de Flandre-Occidentale | 6                    | Province du Brabant flamand  | 5                        | Province de Liège      | 9                    |
| Province de Flandre-Orientale   | 10                   | Province du Brabant wallon   | 1                        | Province de Luxembourg | 3                    |
| Province de Limbourg            | 5                    |                              |                          | Province de Namur      | 3                    |

1. ↑  Au niveau footballistique, la province de Brabant est toujours unitaire malgré sa partition territoriale en 1995.

### Admission en D3 / Relégation de D3
Les quatre champions (Brasschaat, Huy, Racing Jette et Lauwe) sont promus en Division 3, d'où sont relégués le FC Renaisien, Voorwaarts Tienen et Uccle Sport. Le 4e descendant est l'Eendracht Alost qui est renvoyée de Division 2 en Promotion à la suite d'une affaire « de corruption » ou « de tentative de corruption ».

#### Relégations vers les séries provinciales
12 clubs sont relégués vers le 5e niveau désormais appelé « Première provinciale ».
| Clubs                                                           |   | Provinces                       |
| --------------------------------------------------------------- | - | ------------------------------- |
| FC Waaslandia Burcht, Kalmthout SK, Kontich FC, K. FC Mol Sport | ⇒ | Province d'Anvers               |
| R. CS La Forestoise, FC Denderzonen Pamel                       | ⇒ | Province de Brabant             |
|                                                                 | ⇒ | Province de Flandre-Occidentale |
| K. FC Eeklo, R. AS Renaisienne                                  | ⇒ | Province de Flandre-Orientale   |
|                                                                 | ⇒ | Province de Hainaut             |
| R. FC Bressoux, FC Hollogne                                     | ⇒ | Province de Liège               |
|                                                                 | ⇒ | Province de Limbourg            |
|                                                                 | ⇒ | Province de Luxembourg          |
| Jeunesse Rochefortoise FC, R. Entente Tamines                   | ⇒ | Province de Namur               |

#### Montées depuis les séries provinciales
Douze clubs sont admis en « Promotion » (4e niveau) depuis le 5e niveau désormais appelé « Première provinciale ».
| Provinces                       | Montant                                  |
| ------------------------------- | ---------------------------------------- |
| Province d'Anvers               | K.FC Lentezon Beerse, Puurs FC Excelsior |
| Province de Brabant             | FC Overijse, VC ITNA Itterbeek           |
| Province de Flandre-Occidentale | K. FC Meulebeke                          |
| Province de Flandre-Orientale   | K. SV Oudenaarde                         |
| Province de Hainaut             | US du Centre                             |
| Province de Liège               | R. Fléron FC, R. Spa FC                  |
| Province de Limbourg            | K. FC Moedigen Duivels Halen             |
| Province de Luxembourg          | R. SC Athusien                           |
| Province de Namur               | R. UW Ciney                              |

## Débuts en Promotion
Deux clubs ayant déjà évolué en séries nationales jouent pour la première fois en Promotion (D4).
- K. Daring Club Leuven 33e club brabançon différent à évoluer à ce niveau.
- R. CS Visétois 23e club liégeois différent à évoluer à ce niveau. (ex æquo avec FC Hollogne, voir ci-après)

## Débuts en Séries nationales
Six clubs apparaissent pour la première fois en séries nationales.
- Hoogstraten VV, SK Kalmthout 29e et 30e clubs anversois différents en Promotion (D4) - 55e et 56e en nationale.
- K. White Star Club Lauwe 14e club flandrien occidental différent en Promotion (D4) - 26e en nationale.
- FC Farciennes 18e club hennuyer différent en Promotion (D4) - 30e en nationale.
- FC Hollogne 23e club liégeois différent en Promotion (D4) (ex æquo avec CS Visétois, op cit)- 40e en nationale.
- Sporting Alken 16e club limbourgeois différent en Promotion (D4) - 25e en nationale.

171 clubs différents ont joué au moins une saison en Promotion (D4).